# 步法
步法為武術和格鬥中的腳部動作，主要有向前標出，向左右閃躲，退後，走去特定方向之腳步技巧。是发力的基础。不同的運動，如拳擊和跆拳道中，所用到的步法有所不同。